# Danio kyathit
Danio kyathit är en fiskart som beskrevs av Fang Fang Kullander, 1998. Danio kyathit ingår i släktet Danio och familjen karpfiskar. Internationella naturvårdsunionen kategoriserar arten globalt som nära hotad. Inga underarter finns listade i Catalogue of Life.
Denna karpfisk förekommer i snabbt eller långsamt flytande vattendrag i Myanmar. Den klarar sig i grumligt vatten. Arten fångas och avlas ibland som akvariefisk.